# 토머스 하디
토머스 하디(영어: Thomas Hardy, OM, 1840년 6월 2일 ~ 1928년 1월 11일)는 영국의 소설가이자 시인이다. 조지 엘리엇의 전통을 잇는 빅토리아 시대의 사실주의 작가였던 하디는 자신의 소설과 시 모두에 있어 낭만주의, 특히 윌리엄 워즈워스의 영향을 받았다. 하디는 빅토리아 시대 사회 전반에 대해, 특히 자신의 고향인 사우스 웨스트 잉글랜드에서 볼 수 있었던 영국의 농촌 사람들이 몰락하는 상황을 비평했다.
하디는 1840년 6월 2일 도체스터 근방 스틴스퍼드(Stinsford)에서 석공인 아버지와 독서를 좋아하는 어머니 사이에서 태어났으며, 1862년부터 킹스 칼리지 런던에서 프랑스어를 공부했다. 한때 미술 평론가가 되려 했었던 하디는 시 창작에 뜻을 두어 몇 작품을 썼으나 인정받지 못하고 대신 소설을 쓰기 시작하였다.
하디는 1920년과 1925년에 각각 케임브리지 대학교와 옥스퍼드 대학교로부터 명예 문학박사학위를 받았고, 애버딘 대학교, 브리스틀 대학교 등에서도 명예 학위를 받았다. 1925년에는 많은 유명 인사들을 접견하던 하디의 저택, 맥스게이트(Max Gate)에 왕세자가 방문하기도 했었다.

## 소설
1867년 집필을 마친 하디의 첫 소설 《빈자와 숙녀The Poor Man and the Lady》은 출판사를 찾는데에 실패했다. 그러자 그는 자신의 멘토이자 친구였던 빅토리아 시대의 시인이자 소설가 조지 메러디스에게 이 소설을 보여주는데, 메러디스는 《빈자와 숙녀》가 정치적으로 큰 논란을 낳게 될 것이고 훗날 하디가 책을 출판하는 데에 악영향을 끼칠 것이라고 생각했다.
고로 하디는 그의 조언에 따라 이 책을 더 이상 출판하려 들지 않았다. 그는 이후 원고를 없애지만 훗날의 작품에서 이 책에서 선보였던 몇 가지 아이디어를 사용한다. 첫 소설을 단념한 후 하디는 상업적으로 더 호응을 얻길 바라며 《필사적 수단Desperate Remedies》 (1871)와 《녹림 나무the Greenwood Tree》 (1872)라는 두 권의 새 책을 썼는데 두 권 모두 익명으로 출판되었다. 그가 자신의 아내가 될 에마 기퍼드를 만난 것은 후자의 작업을 하고있을 때였다. 에마와의 교제를 바탕으로 쓴 《두 파란 눈A Pair of Blue Eyes》는 1873년 하디 자신의 이름으로 출간되었다.이 책의 줄거리상의 기교는 찰스 디킨스에 의해 널리 알려지게 되었다. “클리프행어cliffhanger”라는 단어는 틴슬리스 매거진에서 1872년 9월부터 1873년 7월까지 간행된 연재판 《두 파란 눈》의 등장인물 중 하나인 헨리 나이트가 절벽에서 말 그대로 목을 매어 죽은 것에서 유래되었다고 여겨진다.
그의 다음 소설 《성난 군중으로부터 멀리Far from the Madding Crowd》 (1874)에서 하디는 웨식스를 배경으로 서 잉글랜드 지방의 분위기를 떠올리게 하는 착상을 처음으로 내놓는다. 웨식스는 초기 색슨 왕국의 이름이며, 잉글랜드에서 대략적으로 그 왕국의 영역이었던 부분을 뜻한다. 《성난 군중으로부터 멀리》는 하디에게 건축 일을 그만두고 문학 활동을 추구하게 하는 데에 있어 충분히 성공적이었다. 그 후 25년간 하디는 10권이 넘는 소설을 집필한다. 뒤이어, 하디가는 런던에서 요빌로, 이후 스터미니스터 뉴턴으로 이사하고 하디는 그곳에서 The Return of the Native (1878)를 쓰게 된다.
하디는 1882년 천문학과 관련된 세상을 배경으로 한 사랑 이야기 《탑 위의 두 이Two on a Tower》을 출판한다. 그 후 1885년 하디가는 하디가 설계하고 하디의 남자 형제가 지은 도체스터 근교에 위치한 맥스 게이트로 마지막으로 이사를 간다. 그곳에서 그는 《캐스터브리지의 시장The Mayor of Casterbridge》 (1886), 《삼림인The Woodlanders》 (1887)와 《더버빌가의 테스Tess of the d'Urbervilles》 (1891)를 썼는데, 그 중 더버빌가의 테스는 책 속 “타락한 여인”의 초상을 동정적으로 묘사한 것에 대하여 비평의 대상이 되었다. 이 책의 부제, "순수한 여인: 충실히 표현된"은 빅토리아 시대 중산층들의 눈살을 찌푸리게끔 하고자 의도해서 쓰였다.
하디의 대표작으로는 웨섹스 소설이라 일컬어지는 《광란의 무리를 떠나》, 《귀향》, 《숲의 사람들》, 《캐스터브리지의 시장》, 《더버빌가의 테스》, 《무명의 주드》 등이 있고, 장편 극시 《제왕들》 외에 많은 웨섹스 시편들이 있다. 하디의 작품들은 특정 지역, 즉 영국 남부 지역 농촌을 다루고 있어 지방색이 강하지만 결코 지역 소설에 머물지 않는다. 특히 그의 소설들은 시간을 초월하는 인간적 가치들과 당대의 핵심적 문제들을 제시하는 데 특출한 작가적 역량을 아낌없이 보여주고 있다고 평가된다.
그의 작품들은 대부분 영국 남부의 웨섹스 지역을 배경으로 하는데 이는 그의 고향 도체스터를 모델로 한 것이다. 당시 도체스터는 농촌 지구의 상업 중심지 역할을 하긴 했으나 다소 외진 곳으로, 하디의 어린 시절에는 철도도 들어오지 않았다. 따라서 농촌 풍경, 농촌 사람들의 미신이나 풍습을 쉽게 접할 수 있었던 경험은 훗날 그가 소설을 쓰는 데 귀중한 자료가 되었다. 내용이 차차 어둡게 변하여 비난을 받기도 하였는데, 그것은 그가 지내온 불안한 시대를 나타낸 것이라 할 수 있다.

## 만년
1928년 1월 11일, 하디는 아내 플로렌스 더그데일(Florence Dugdale)에게 오마르 하이얌의 《루바이야트》 시편을 읽어달라고 부탁하고 밤 9시경 사망했다. 장례는 국장으로 치러졌고 유해는 웨스트민스터 사원에 묻혔다. 고향에 묻히고 싶어 했던 고인의 뜻에 따라 심장은 스틴스퍼드 교회에 있는 사별한 첫 아내 에마 기퍼드(Emma Gifford)의 묘 옆에 매장되었다.
하디는 1927년 12월 뇌졸중에 시달렸으며, 1928년 1월 11일 9시 직후 맥스 게이트에서 사망했다. 그는 임종하면서 아내에게 그의 마지막 시를 받아쓰게끔 했다. 사망증명서에는 그의 사인이 '심장성실신'와 '고령'으로 기재되어있다. 그의 장례식은 1월 16일에 웨스터민스터 사원에서 치러졌다. 하디는 스틴스퍼드에 있는 첫번째 아내 에마와 같은 무덤에 묻히길 원했었는데 그의 가족과 친구들은 거기에 동의했으나, 그의 유언 집행자인 시드니 칼라일 코커렐 경은 하디가 웨스터민스터의 명성있는 시인 코너에 안장되어야 한다며 주장했다. 결국엔 그의 심장은 에마와 함께 스틴스퍼드에 안장되고, 유해는 시인 코너에 안장되는 것으로 합의를 보았다. 죽을 당시 하디의 재산의 가치는 95,418 파운드 (2015년 가치로 5,647,015파운드)로 측정되었다.
하디의 작품은 D. H. 로렌스, 존 쿠퍼 포위스와 버지니아 울프같은 많은 젊은 작가들에게 존경받았다. 로버트 그레이브스는 그의 자서전 Goodbye to All That (1929)에서 1920년대 초 도싯에서 있었던 하디와의 만남과 하디가 그레이브스와 그의 새 처를 얼마나 따뜻하게 환영하고 그의 작품에 대해 얼마나 격려했는지를 회상한다. 도체스터 보크햄턴에 있는 하디의 생가와 도체스터에 있는 그의 집 맥스 게이트는 내셔널 트러스트가 소유하고 있다.

## 서훈
- 1910년 오더 오브 메리트(Order of Merit, OM)[1]

## 참고 문헌